# 부천시의 교통
부천시의 교통은 경기도 부천시의 교통체계에 대한 설명이다. 주요 대중교통수단은 좌석버스, 광역버스를 비롯한 시내버스와 서울로 나가는 경인선 전철 및 시외로 연결하는 고속버스와 시외버스 등이다.

## 철도
부천시의 도시철도 노선은 현재 코레일에서 운영중인 서울 지하철 1호선과 인천교통공사 7호선 운영사업단에서 별개로 관리하는 서울 지하철 7호선이 있다.
2012년 서울 지하철 7호선 연장구간( 까치울역 ~ 부평구청역 )이 완공되어 원미구에서 서울 강남지역으로의 철도교통을 통한 진입이 수월해졌다.
● 수도권 전철 1호선
(서울특별시 구로구) ← 역곡역 - 소사역 - 부천역 - 중동역 - 송내역 → (인천광역시 부평구)
● 서울 지하철 7호선 (인천교통공사 소속)
(서울특별시 구로구) ← 까치울역 - 부천종합운동장역 - 춘의역 - 신중동역 - 부천시청역 - 상동역 - 삼산체육관역 → (인천광역시 부평구)
● 신안산선
원종역 - 부천종합운동장역 - 소사역 - 소새울역 → 경기도 시흥시
- 원종홍대선 (예정)
- GTX - B노선 (예정)
- 남부광역급행철도 (예정)
- 부천 경전철 (예정)

## 버스

### 시내버스
서울로 연결하는 버스는 주로 빨간색 도색을 가진 좌석버스와 광역버스가 대부분을 차지하고 있으며 초록색 도색의 경기도의 시내버스, 서울특별시의 시내버스, 인천광역시의 시내버스가 일부 연결한다. 부천시 관내를 연결하는 경기도 버스, 인천광역시 버스는 고양시나 김포시, 성남시, 의정부시, 양주시, 안산시, 시흥시, 안양시, 군포시, 의왕시, 과천시 등 인접지역과도 바로 연결된다. 현재 시내버스 요금 체계는 수도권 통합요금제를 따른다.

### 고속버스/시외버스
부천 상동택지내에 부천터미널 소풍(부천터미널)이 자리잡고 있어, 부천시와 전국 주요도시, 경기도 및 기타 지방을 연결하는 고속버스 및 시외버스를 이용할 수 있다.

## 도로
- 경인고속도로 부천 나들목, 서운 분기점
- 수도권제1순환고속도로 중동 나들목, 송내 나들목
- 서울과의 도로연결은 벌말로를 통한 올림픽대로로의 진입, 봉오대로를 통한 강서구로의 진입, 경인고속도로, 길주로를 통한 양천구, 영등포구로의 진입, 경인로를 통한 구로구로의 진입으로 주로 분담한다.
- 인천과의 도로연결은 무네미로를 통한 남동구와 영동고속도로로의 진입, 경명대로, 봉오대로를 통한 계양구로의 진입, 경인로와 부흥로를 통한 부평구로의 진입으로 주로 분담한다.
- 남북축인 송내대로와 동서축인 길주로를 중심으로 시가지가 펼쳐져 있어, 주 이동통로가 된다.

## 같이 보기
- 부천시의 시내버스